# Chiesa di Santa Maria Annunziata (Busseto)
La chiesa di Santa Maria Annunziata è un luogo di culto cattolico dalle forme neoclassiche situato in piazza Santa Maria a Busseto, in provincia di Parma e diocesi di Fidenza; è sussidiaria della parrocchiale di San Bartolomeo Apostolo e fa parte del vicariato della Bassa Parmense.

## Storia
L'originario luogo di culto, con annesso ospedale, fu innalzato a partire dal 1472 per volere dei marchesi Gian Lodovico e Pallavicino Pallavicini. I lavori furono completati nel 1518 e il complesso fu da allora gestito dalla confraternita di Santa Maria, detta anche dei Battuti o Disciplinati ed, in seguito, del Confalone.
Nel 1595 la chiesa fu ampliata per iniziativa del giureconsulto Pietro Pettorelli e si rese indipendente dal nosocomio, che nel XVII secolo fu spostato all'interno delle mura del paese; la struttura ospedaliera fu in seguito abbattuta senza lasciarne alcuna traccia.
Nel 1804 il luogo di culto fu completamente ricostruito in forme neoclassiche su progetto dell'architetto Giuseppe Cavalli, che ne decorò anche gli interni. Il 31 gennaio 1805 vi si unirono in matrimonio Carlo Verdi e Luigia Uttini, genitori di Giuseppe Verdi.

## Descrizione

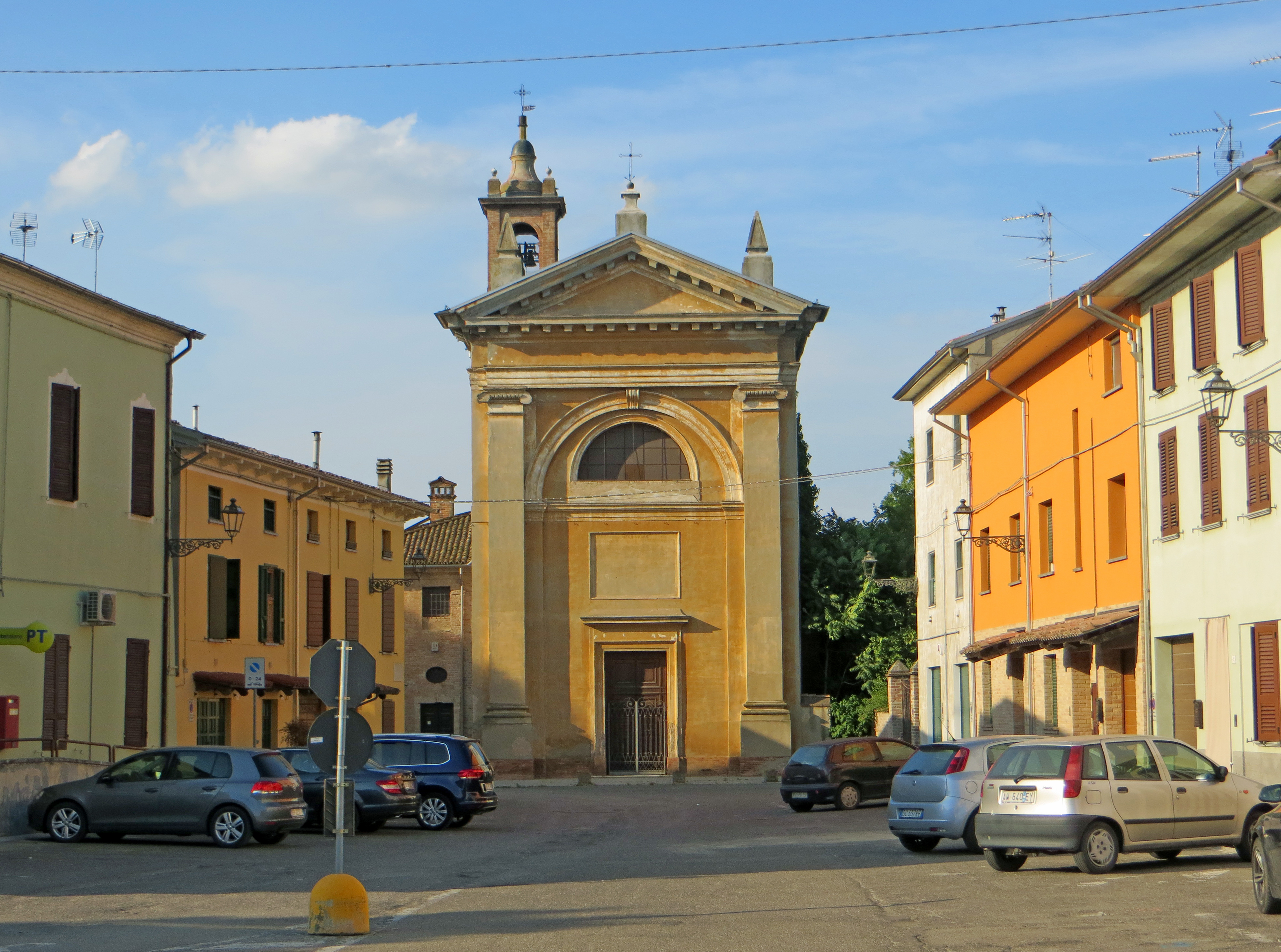
Facciata

La chiesa si sviluppa su un'unica lunga navata, con facciata a sud verso la piazza.
L'imponente prospetto principale, stretto ma molto alto, è caratterizzato dall'ordine gigante delle due lesene laterali coronate da capitelli ionici, che inquadrano al centro l'ampio portale d'ingresso e, sopra di esso, la grande finestra a lunetta, a sua volta incorniciata da un arco a tutto sesto scanalato; in sommità, oltre la trabeazione, si eleva un timpano triangolare ricco di dentelli, dalle forme marcatamente neoclassiche.
All'interno la navata, coperta da una volta a botte, presenta analoghi tratti stilistici, grazie alle lesene ioniche, alle cornici ed alle trabeazioni in stucco, realizzate da Giuseppe Cavalli stesso, che disegnò anche l'altare maggiore in marmi policromi; sul retro di quest'ultimo è collocata la pala raffigurante l'Annunciazione, realizzata da Vincenzo Campi nel 1581. La lunetta sottesa dalla volta del presbiterio è decorata con l'affresco raffigurante la Crocifissione, dipinto da Giuseppe Moroni nel 1949.
La chiesa conserva numerose altre opere degne di nota. In controfacciata sopra all'ingresso campeggia un grande olio rappresentante la Resurrezione, opera settecentesca di Pietro Balestra; sull'altare di sinistra è collocata una Flagellazione, copia di un'originale dipinta da Lionello Spada intorno al 1600; su quello opposto troneggia un San Giuseppe in gloria e i santi Filippo Neri e Pietro Nolasco, eseguito da Giuseppe Valari intorno al 1750; ai lati del presbiterio sono appesi altri due quadri di Pietro Balestra del 1738, raffiguranti le Marie al sepolcro ed un Noli me tangere.
Sotto l'altare maggiore è collocato un simulacro del Cristo Morto, interamente realizzato in cuoio e con capelli veri; secondo la leggenda la statua, a grandezza naturale e molto somigliante ad una figura umana, sarebbe stata depositata sulla sponda parmense del Po da una piena avvenuta nel XV secolo. Oggi il simulacro viene portato in processione ogni anno il venerdì santo, percorrendo le vie del paese.
Sull'altare di destra è inoltre posizionato un pregevole reliquiario a forma di busto, al cui interno è visibile il teschio di papa Clemente I, quarto pontefice della Chiesa cristiana.
La chiesa ospita infine dodici placche portacero risalenti alla seconda metà del XVIII secolo ed alcuni confessionali lignei del 1795.